# Ognjen Spahić
Ognjen Spahić (Podgorica, 1977.), crnogorski književnik.
Objavljuje prozu i književnu kritiku u svim relevantnim crnogorskim i drugim časopisima za književnost i kulturu (Plima, Ars, Libra Libera, Balcanis, Sodobnost...). Član je uredništva književnog časopisa Plima. Živi u Podgorici i radi u uredništvu za kulturu nezavisnog dnevnika Vijesti.
Do sada je objavio:
- Sve to, zbirka priča (2001.)
- Hansenova djeca, roman (2004.), nagrada Meša Selimović, 2005. godine